# Phare de Rock Harbor
Le phare de Rock Harbor (en anglais : Rock Harbor Lighthouse) est un phare américain sur le lac Supérieur situé dans le comté de Keweenaw, dans le Michigan. 
Protégé au sein du parc national de l'Isle Royale, il est lui-même inscrit au Registre national des lieux historiques depuis le 8 mars 1977 sous le n° 77000154.

## Historique
En 1852, en raison de l'augmentation de la navigation dans le lac Supérieur, il a été recommandé de construire un nouveau feu sur l'île Royale. La construction a commencé en 1855 et a été achevée en 1856. Il fut le premier phare construit sur l' île Royale. 
Le feu était occupé depuis moins de trois ans lorsqu'il a été déterminé qu'en raison de la diminution du trafic minier, il n'était plus nécessaire. Il a été éteint le 1er août 1859 et le phare a été abandonné. Pendant la guerre de Sécession, l'extraction du cuivre a augmenté une fois de plus, et en 1873 des rénovations ont commencé sur la station, conduisant à la réactivation de la lumière le 5 août 1874. Cependant, après une autre baisse des prix du cuivre et après l'activation en 1875 du phare d'Isle Royale sur l'île de la Ménagerie, le phare de Rock Harbor a été rendu moins utile. Le 4 octobre 1879, il a été désactivé pour la deuxième et dernière fois, après avoir été en service pendant huit ans seulement depuis sa construction. 
En 1910, la maison du gardien a été modifiée, y compris l'ajout de lucarnes. Dans les années 1950, la tour a commencé à s'incliner et une stabilisation d'urgence a été entreprise. La tour penche toujours d'environ 2 degrés. Le toit en bois d'origine de la structure a été remplacé par de l'asphalte en 1962, et la fondation a été stabilisée en 1969. 

Identifiant : ARLHS : USA-696 .

### Lien connexe
- Liste des phares au Michigan